# Grandjeans Gård
Grandjeans Gård er et palæ i København opført 1853-54 af arkitekt Christian Tybjerg i senklassicistisk stil for konditor Christian Frederik Bredo Grandjean. Den store ejendom består af to separate bygninger, Bredgade 4 og Store Strandstræde 3. Siden 1959 har de to ejendomme været fredede.
På stedet lå tidligere Collins Gård. Jonas Collin solgte i 1852 sin ejendom til konditor Christian Frederik Bredo Grandjean, som lod den nedslidte gård nedrive. En ny bygning blev rejst, og den 22. december 1853 blev der holdt rejsegilde. Den færdige bygning i fire etager kom til at rumme bl.a. Grandjeans konditori, en restaurant samt konditorens lejlighed på første sal. Konditoriets bevarede vægudsmykninger i pompejansk stil er et ungdomsarbejde af maleren Christian Hetsch. Huset har fem fag mod Store Strandstræde og elleve fag mod Bredgade. Kanneworffs Hus på hjørnet stod i vejen for en sammenhængende bebyggelse mod Kongens Nytorv.
Blandt guldalderens gæster i konditoriet var Johan Christian Ryge, Anton Melbye og H.C. Andersen. Sidstnævnte skrev et lejlighedsdigt Ved Krandsens Heisning paa Hr. Grandjean's ny Gaard, den 22de December 1853. Kjøbenhavn. Bianco Lunos Bogtrykkeri. (Fra gammel Tid en Gaard her stod).
| Citat | Ved Krandsens Heisning paa Hr. Grandjean's ny Gaard, den 22de December 1853 Fra gammel Tid en Gaard her stod nu er den "gamle Minder", men paa dens Grund, og den er god, en ny man opreist finder; vi reiste den med Kransen paa, vi til den Fest os samle. Du nye Gaard! Gid Lykken maa boe her, som i den Gamle Gid meget godt og dygtigt skee i dette Huus vi satte! Gid Fremtids Børn maa paa det se som een af Byens Skatte, som mærkeligt i meer end Grund, saa at derom man sjunger! Og nu fra Hjerte og Mund vort Hurra for det runger! | Citat |
|       | |       |